# Scoparia coecimaculalis
Scoparia coecimaculalis là một loài bướm đêm trong họ Crambidae.